# Pirmasenser Zeitung
Die Pirmasenser Zeitung (vormals Pirmasenser Wochen-Blatt) ist eine deutsche lokale Tageszeitung für Pirmasens und Umgebung.

## Geschichte
1830 übernahm der 26-jährige Buchdrucker Friedrich Philipp Deil (1804–1853) in Pirmasens die Druckerei Rost. 1831 brachte er das Pirmasenser Wochen-Blatt heraus.
1832 druckte Deil das Schriftwerk Der deutsche Mai. Der Liberale im Westrich und unterstützte das Hambacher Fest mit dem Druck des Blatts Das Fest zu Hambach und die Bayrische Regierung. Aufruf an Rheinbayern und Deutschland zum Schutze der bedrängten Presse.
Nach dem Tod von Friedrich Philipp Deil im Jahr 1853 verwaltete seine Frau Luise Deil das Erbe, bis es sein Sohn Adolf Deil antreten konnte.
1884 wurde das Pirmasenser Wochen-Blatt in Pirmasenser Zeitung umbenannt.
Am 2. März 1904 wurde die „Adolf Deil Buchdruckerei und Verlag der Pirmasenser Zeitung“ im Handelsregister eingetragen.
In der Zeit des Nationalsozialismus erschien die Pirmasenser Zeitung bis zum Bombenangriff am 15. März 1945 auf die Stadt Pirmasens durch die Alliierten. Nach dem Ende des Zweiten Weltkriegs verbot die französische Besatzungsmacht die Pirmasenser Zeitung, die erstmals wieder am 1. November 1949 nach der Gründung der Bundesrepublik Deutschland in der Adolf Deil Buchdruckerei und Verlag der Pirmasenser Zeitung unter der Verlagsleitung von Werner Baisch erschien. Ab 1950 war der Journalist Julius Ganser (1904–1994) Redakteur der Pirmasenser Zeitung, der zuvor von 1934 bis 1937 Kreiswirtschaftsberater der NSDAP in Landau in der Pfalz, dann 1937/38 Pressereferent des Reichskommissars Josef Bürckel für das Saarland sowie von 1937 bis 1945 Hauptschriftleiter der Nationalsozialistischen Zeitung „NSZ-Westmark“ als Parteiorgan der NSDAP in Saarbrücken und Ludwigshafen gewesen war.
Nach dem Tod des Verlegers Werner Baisch im Jahr 1952 übernahmen seine Frau Hilde Becker-Baisch und sein Sohn Hans Friedrich Baisch (ab 1964) die Geschäftsführung der Adolf Deil Buchdruckerei und Verlag der Pirmasenser Zeitung.
1969 feierte die Pirmasenser Zeitung mit einer Jubiläumsbeilage „Zwanzig Jahre wieder Pirmasenser Zeitung“ mit Beiträgen u. a. von dem langjährigen Redakteur Julius Ganser.
Ende 1994 verkaufte die Verlegerfamilie ihre Anteile an der Adolf Deil GmbH & Co. KG Druckerei und Verlag der Pirmasenser Zeitung an die für diesen Zweck gegründete Tukan Verlagsgesellschaft mbH & Co. KG. Hans Friedrich Baisch gründete mit dem Erlös aus dem Verkauf seiner Anteile die Hans-Frieder-Baisch-Stiftung.
Die Pirmasenser Zeitung erscheint in der Adolf Deil GmbH & Co. KG Druckerei und Verlag der Pirmasenser Zeitung, deren alleiniger Kommanditist seit dem 21. Februar 2022 die RHEINPFALZ Verlag und Druckerei GmbH & Co. KG ist, in der die Regionalzeitung Die Rheinpfalz und die Lokalausgabe Pirmasenser Rundschau erscheint.
Im Mai 2022 feierte Die Rheinpfalz „75 Jahre Pirmasenser Rundschau“, angefangen von dem Pirmasenser Lokalteil der regionalen Tageszeitung Die Rheinpfalz mit den Unterreihen Pirmasens (von 1948 bis 1949) und Pirmasenser Nachrichten (von 1949 bis 1971), für die u. a. auch der Journalist Julius Ganser schrieb, bis hin zur Umbenennung der Unterreihe in Pirmasenser Rundschau, die erstmals 1972 erschien.

## Auflage
Die verkaufte Auflage beträgt 6956 Exemplare, ein Minus von 52,5 Prozent seit 1998. Die verkaufte Auflage ist in den vergangenen 10 Jahren um durchschnittlich 4,1 % pro Jahr gesunken. Im vergangenen Jahr hat sie um 7,4 % abgenommen. Der Anteil der Abonnements an der verkauften Auflage liegt bei 94 Prozent.